# Ignác Josef Pešina
Josef Ignác Pešina (1. duben 1766, Kostelec nad Orlicí – 14. únor 1808, Vídeň) byl doktor medicíny, profesor zvěrolékařství, odborník na nemoci koní.

## Biografie
Studoval filozofii v Praze a lékařství ve Vídni, kde byl roku 1795 promován doktorem lékařství. Ve Vídni působil nejdříve jako asistent na anatomickém ústavu. V roce 1798 přešel do zvěrolékařského ústavu, kde pracoval jako demonstrátor. Roku 1801 se stal 1. profesorem anatomie na škole a od roku 1806 byl ředitelem výše jmenovaného ústavu.
Zasloužil se o reformu studia zvěrolékařství i celé organizace ústavu. Přičinil se o zavedení očkování proti ovčím neštovicím a o léčení dobytčího moru. Zaměřil se na výzkum určování stáří koní podle změn na zubech.

## Zajímavosti
- V městské části Brno-Královo Pole je po něm pojmenována ulice Pešinova.[3]
- V roce 1966 byla vydána poštovní známka s jeho portrétem[1]
- V roce 1966 byla ražena pamětní medaile[1]